# Spurius Cassius Viscellinus
Spurius Cassius Vecellinus (†i. e. 485) a Római Köztársaság patríciusa. Háromszor viselt consuli hivatalt (i. e. 502-ben, 493-ban és 486-ban), ő volt az első, dictator mellé kirendelt lovassági parancsnok (magister equitum) és ő javasolta az első földreformot. Utóbbi miatt a nagybirtokos patríciusok azzal vádolták, hogy királyi hatalomra törekszik és kivégezték.

## Élete
Utóneve több formában (Vecellinus, Vicellinus, Viscellinus) is előfordul a krónikákban, a leggyakoribb a Vecellinus, ami talán a Titus Livius által is említett Vecilius-hegyre utal.
Livius szerint Cassius apja még élt és jó erőben volt amikor őt kivégezték; eszerint nem születhetett i. e. 535-540 előtt. Három fiának neve nem maradt fenn. A család eredetileg biztosan patrícius volt, de későbbi tagjai valamennyien a plebeiusok közé tartoztak. Feltételezhető hogy Cassius kivégzése után a patríciusok kitaszították maguk közül a fiait; vagy épp ők maguk hagyták el, apjuk vérének ontása miatt.

### Állami tisztségei
I. e. 502-ben Opiter Verginius Tricostusszal együtt consullá választották.
Halikarnosszoszi Dionüsziosz szerint Cassius a szabinok ellen viselt hadat és nagy győzelmet aratott felettük Cures városa mellett, állítólag 10 ezret megöltek és 4 ezret foglyul ejtettek. A szabinok békét kértek és átadták földjeik jelentős részét; Cassius pedig diadalmenetben vonult be Rómába. 
Livius viszont azt írja hogy ebben az évben is folytatódott az előző évben kirobbant háború az auruncusokkal, aminek tétje két latin colonia, Pometia és Cora hovatartozása volt. A két consul ostrom alá vette Pometiát. A védők meglepetésszerűen kitámadtak, felgyújtották az ostromgépeket és sok rómait megöltek és megsebesítettek. Az egyik consul (Livius nem tudja megmondani melyikük) is súlyos sebet kapott, lecsúszott a lováról és majdnem megölték. A rómaiak feladták az ostromot, de miután a consul felgyógyult és a sereget jelentősen megerősítették, ismét megtámadták Pometiát. A város ezúttal megadta magát, de olyan kegyetlen bánásmódban részesült, mintha elfoglalták volna: vezetőit lefejezték, lakosait eladták rabszolgának, épületeit lerombolták. A két consul ezután diadalmenetet tartott.
A Fasti Triumphales azonban csak Cassius diadalmenetét jegyezte fel. Az auruncus háborút Dionüsziosz i. e. 495-re teszi (amikor Livius szintén beszámol hasonló eseményekről), így ebben az esetben ő talán megbízhatóbb.
A következő évben először neveztek ki dictatort Titus Larcius személyében, ő pedig Cassiust választotta lovassági parancsnokául. A dictatori intézményt azért vezették be, mert egyszerre fenyegetett háború a latinokkal és a szabinokkal. Utóbbiakkal sikerült volna békét kötni, de a rómaiak ragaszkodtak ahhoz, hogy fizessék ki nekik háborús készülődéseik költségeit, amire a szabinok nem voltak hajlandóak. Beállt a hadiállapot, de egyik fél sem támadott. I. e. 498-ban kitört a háború a latinokkal is és Cassius állítólag azt javasolta a szenátusban, hogy rombolják le azok városait.
Másodszor i. e. 493-ban volt consul, Postumus Cominius Auruncusszal közösen. Hivatalba lépésükkor még tartott a nép első kivonulása a városból, amelyet a szociális feszültségek váltottak ki; a plebs felhánytorgatta, hogy a patríciusok szegénységbe taszítják őket, de elvárják hogy vérüket ontsák a háborúkban az államért. Cassius Rómában maradt, hogy megkösse a békeszerződést (Foedus Cassianum) a latinokkal, míg társa a volscusok ellen vonult. Cicero azt írta, hogy az ő idejében még őriztek egy példányt a szerződésből. Ezt követően Cassius felszentelte Ceres, Bacchus és Proserpina templomait.

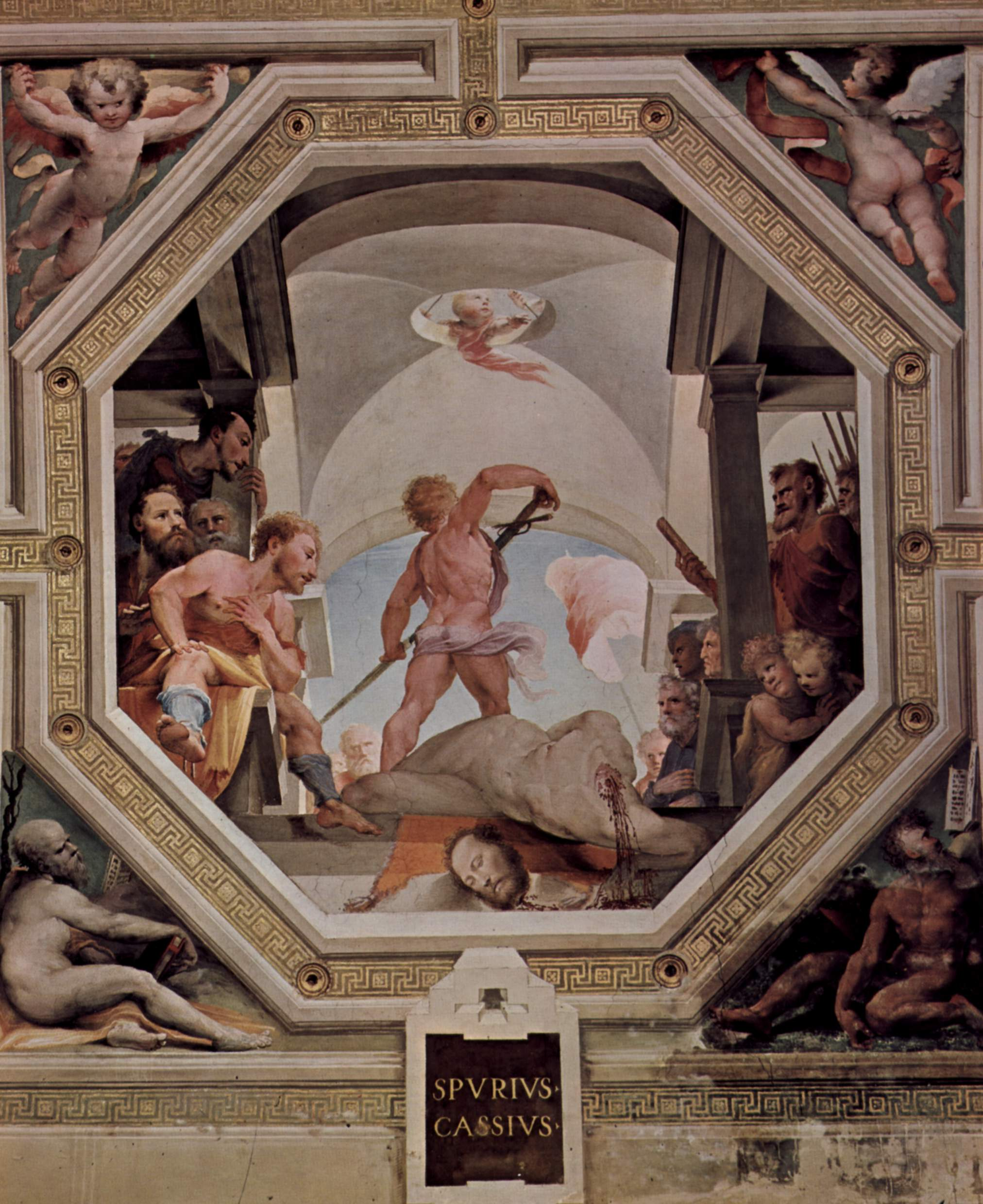
Spurius Cassius kivégzése (Domenico Beccafumi freskója a sienai Palazzo Pubblicóban)

I. e. 486-ban Cassiust harmadszor is consullá választották, Proculus Verginius Tricostus Rutilus mellé. Cassius a volscusok és hernicusok ellen vonult, akik békét kértek. Cassius a békeszerződésben szövetséget kötött a hernicusokkal, akik Livius szerint feladtak földjeik kétharmadát, de valószínűbb, hogy a rómaiak, latinok és hernicusok a közösen szerzett földet osztották fel egymás között egyenlően. Hazatérésekor Cassius ismét diadalmenetet tarthatott.

### Halála
Cassius azt javasolta hogy a szerzett földet (és még a földbirtokosk által jogtalanul művelt állami földeket) osszák szét egyenlően a plebs és a latin szövetségesek között.  Consultársa, Verginius, a patríciusok álláspontját követve vehemensen ellenezte javaslatát. A népet is sikerült ellene fordítani, mert nem támogatták azt hogy a földet a latinoknak adják. Ellenfelei odáig jutottak hogy a latinok és a plebs kegyeinek keresésével vádolták, hogy aztán segítségükkel király lehessen.
Miután i. e. 485-ben hivatalát letette, perbe fogták, elítélték és kivégezték. Livius szerint Caeso Fabius és L. Valerius quaestorok emeltek ellene vádat hazaárulás címén, a nép elítélte, házát pedig hivatalosan lerombolták. Egy másik változat szerint a saját apja tulajdon házában ítélkezett fölötte, megvesszőzte, megölte, és fia vagyonát Ceresnek áldozta (az istennőnek állított szoborra "A Cassius család adománya" feliratot tették). Dionüsziosz szerint a Tarpeji-szikláról taszították le. Voltak akik fiait is ki akarták végeztetni, de a szenátus felmentette őket.
Mai történészek az utóbbi változatot kétségbe vonják, egy tekintélyes államférfi, aki háromszor volt consul és kétszer tartott diadalmenetet, már bizonyosan nem állt apja hatalma alatt.
I. e. 159-ben a volt háza helyén Cassiusnak állított szobrot a censorok beolvasztatták. 

## Fordítás
- Ez a szócikk részben vagy egészben  a   Spurius Cassius Vecellinus című angol Wikipédia-szócikk ezen változatának fordításán alapul.  Az eredeti cikk szerkesztőit annak laptörténete sorolja fel. Ez a jelzés csupán a megfogalmazás eredetét és a szerzői jogokat jelzi, nem szolgál a cikkben szereplő információk forrásmegjelöléseként.

| Elődei: Agrippa Menenius Lanatus és P. Postumius Tubertus II | Consul i. e. 502 collega: Opiter Verginius Tricostus | Utódai: Postumus Cominius Auruncus és T. Larcius |

| Elődei: A. Verginius Tricostus Caeliomontanus és T. Veturius Geminus Cicurinus | Consul i. e. 493 collega: Postumus Cominius Auruncus II | Utódai: T. Geganius Macerinus és P. Minucius Augurinus |

| Elődei: T. Sicinius Sabinus és C. Aquillius Tuscus | Consul i. e. 486 collega: Proculus Verginius Tricostus Rutilus | Utódai: Q. Fabius Vibulanus és Ser. Cornelius Maluginensis |